# Acanthocereus cuixmalensis
Acanthocereus cuixmalensis, conocido comúnmente como tasajillo de Cuixmala, es una especie de planta suculenta perteneciente al género Acanthocereus, dentro de la familia Cactaceae. Es endémica del suroeste de México y anteriormente se le conocía como Peniocereus cuixmalensis.

## Descripción

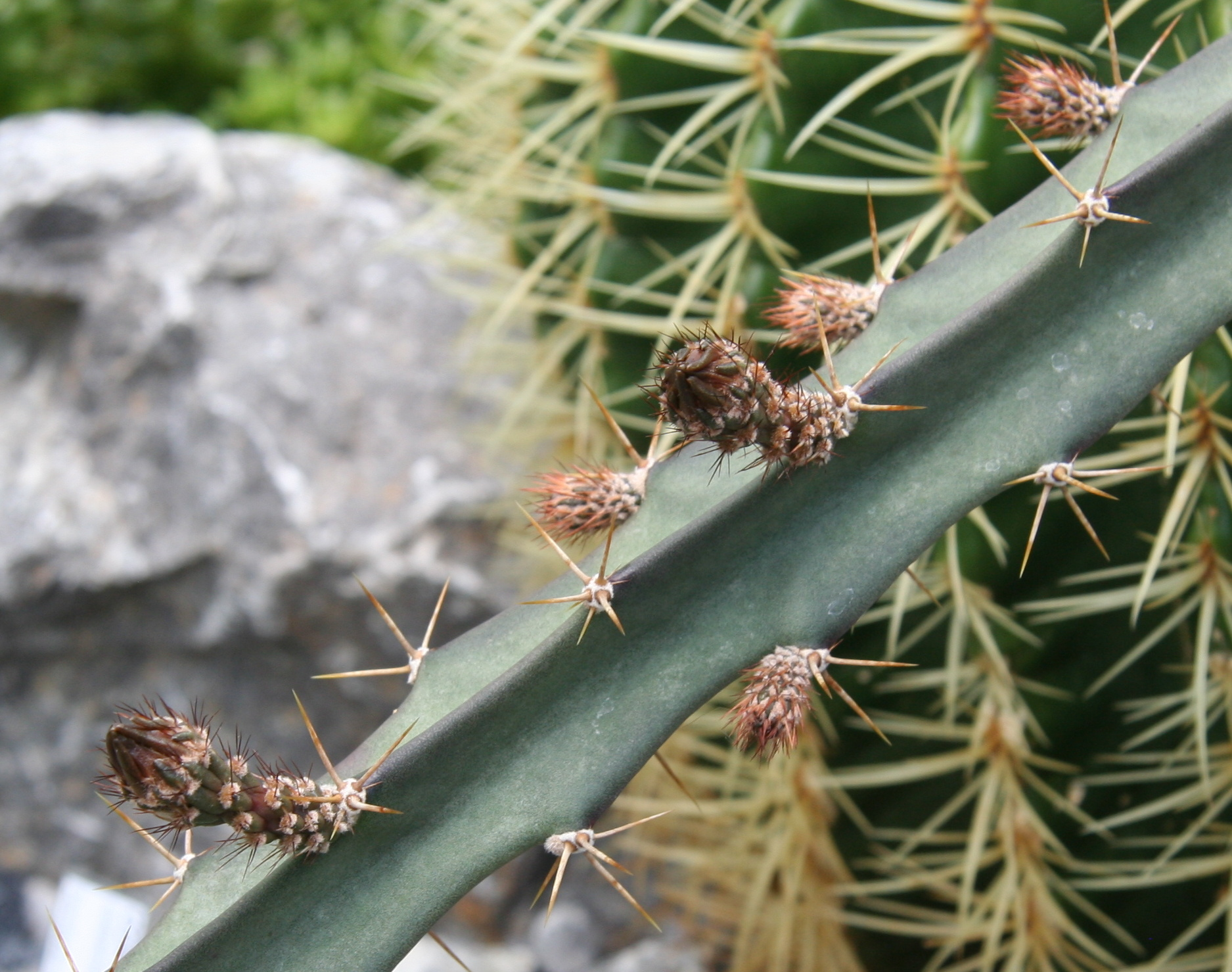
Tallo a punto de florecer

Acanthocereus cuixmalensis es una especie de cactus trepador o rastrero que crece con pocos tallos ramificados, en su mayoría erguidos, justo por encima del suelo. Las raíces, parecidas a zanahorias, ocasionalmente bifurcadas, miden de 25 a 35 centímetros de largo. 
Los tallos son alargados, cuadrados, de color verde claro y manchados de un color blanquecino. Miden de 80 a 220 cm de largo y un diámetro de 2,5 a 3,5 cm. Presentan cuatro costillas onduladas. Las espinas son gruesas y fuertes, y están engrosadas en la base. Inicialmente son rojizos y luego adquieren el color de un cuerno. La espina central mide de 1 a 1,5 cm de largo y las seis o siete espinas marginales radiantes miden de 8 a 20 mm de largo.
Las flores son blancas, fragantes y en forma de embudo. Se abren por la noche y miden de 9 a 11 cm de largo. Los frutos con forma de huevo miden de 5 a 6 cm de largo y de 3,5 a 4 cm de diámetro. Contienen pulpa roja y jugosa.

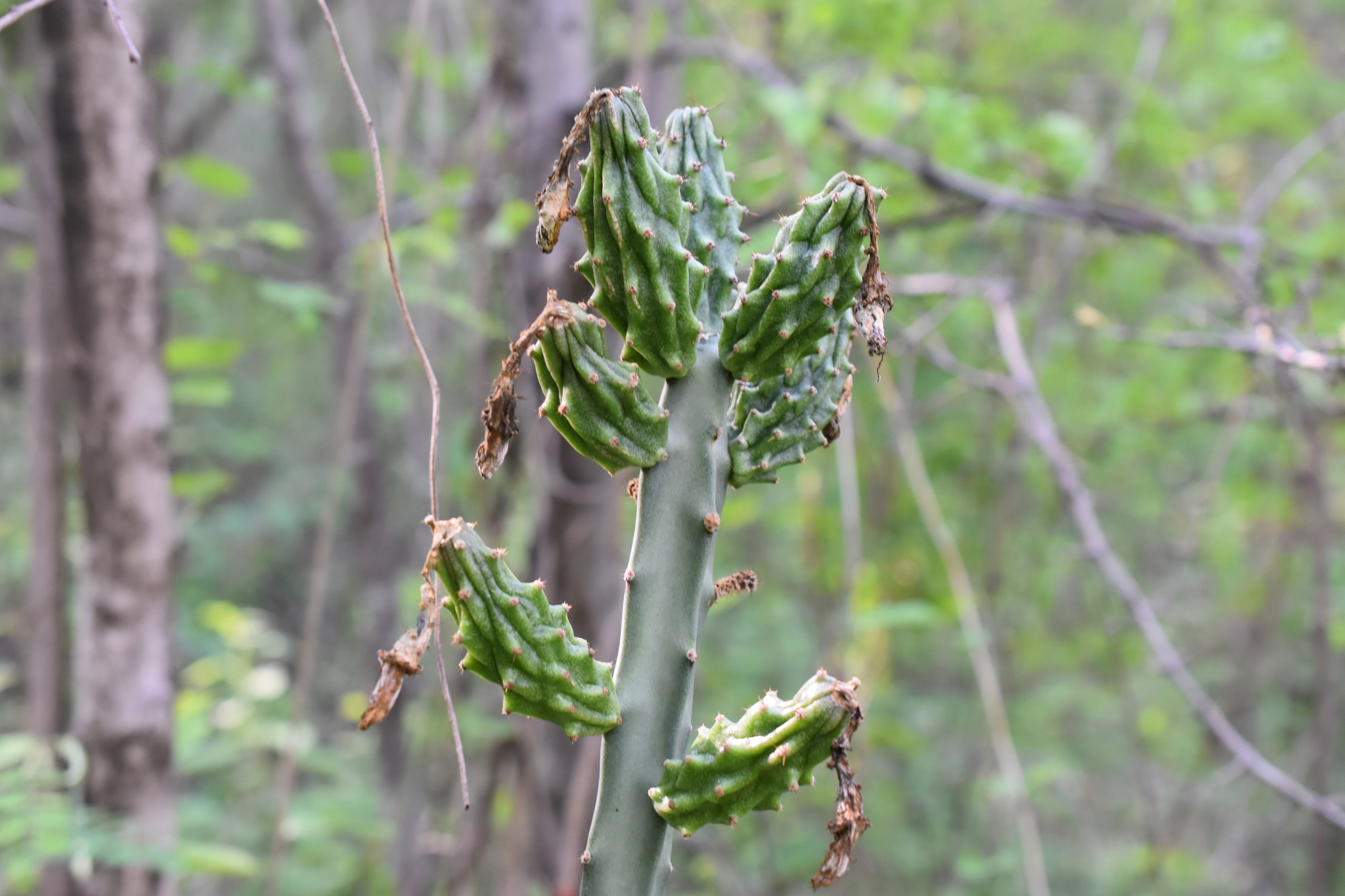
Detalle del fruto

## Distribución y hábitat

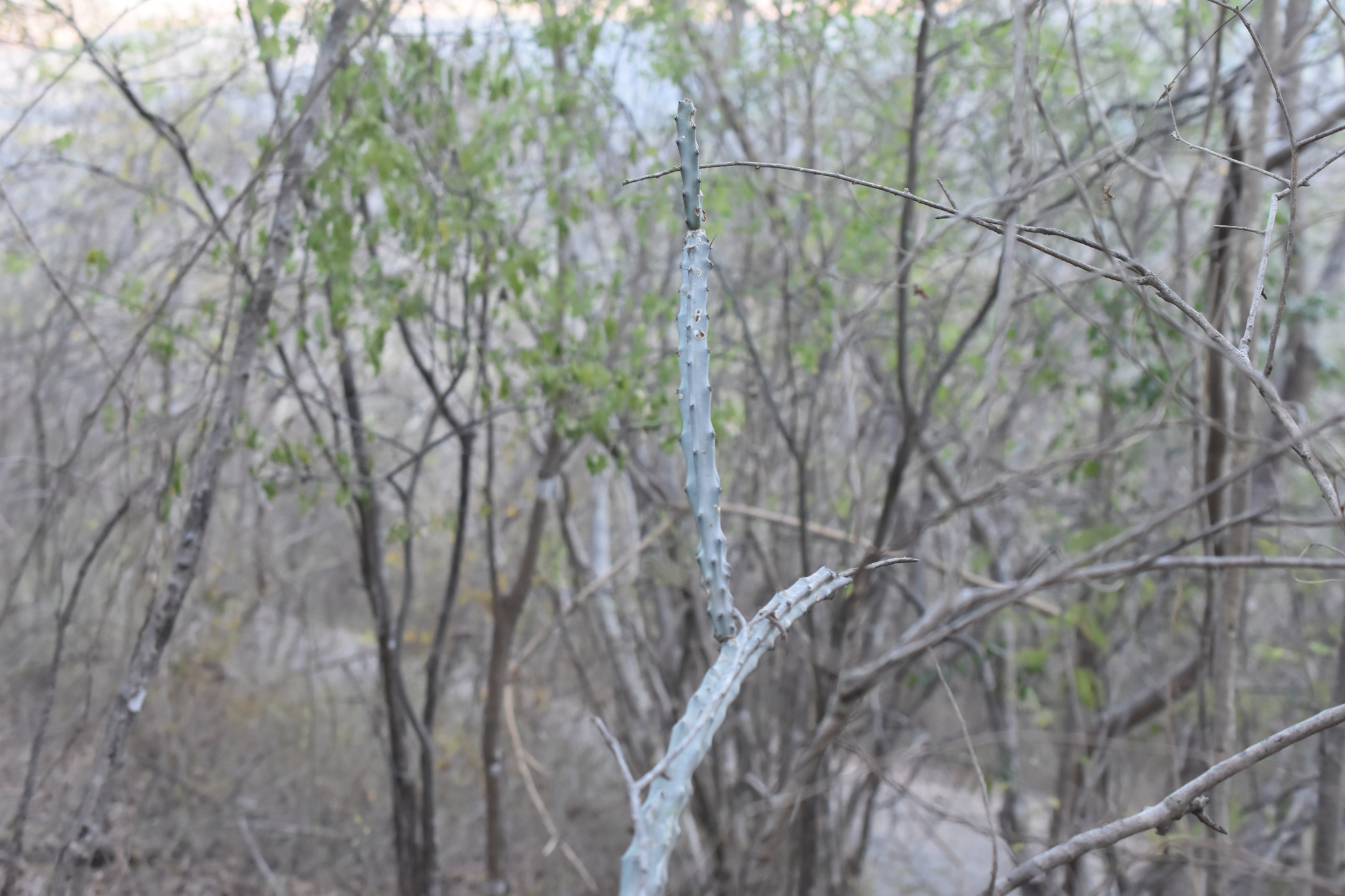
Planta en su hábitat

El área de distribución nativa de esta especie es México (de Jalisco a Michoacán) y crece principalmente en el bioma tropical estacionalmente seco.

## Taxonomía
La primera descripción de esta especie fue como Peniocereus cuixmalensis, publicada en 1973 por el botánico mexicano Hernándo Sánchez-Mejorada en la revista científica Cactáceas y Suculentas Mexicanas 18: 91.
Más tarde, el botánico francés Joël Lodé trasladó la especie al género Acanthocereus, por lo que pasó a llamarse Acanthocereus cuixmalensis. Registró estos cambios en la revista científica Cactus-Aventures International 98 (Suppl.): 2, publicada en 2013.

Etimología
- Acanthocereus: nombre genérico que deriva de las palabras griegas akantha (que significa 'espinoso') y cereus (que significa 'vela', 'cirio'), haciendo referencia a su forma columnar espinosa.[5]
- cuixmalensis: epíteto específico que hace referencia a la población costera Cuixmala en el estado mexicano de Jalisco, lugar donde se descubrió esta especie.[6]

## Estado de conservación
Las poblaciones de esta especie están severamente fragmentadas y se estima su tamaño total de cerca de 9500 individuos, por lo que se propone como sujeta a Protección especial (Pr) en el Proyecto de Modificación de la Norma Oficial Mexicana 059-2015. 
En la lista roja de la UICN se considera como "Vulnerable (VU)". En CITES se valora en el apéndice II.

## Usos
Se cultiva principalmente como planta ornamental y su propagación se realiza normalmente a través de semillas o esquejes. Las semillas deben sembrarse en una mezcla de tierra con buen drenaje y mantenerse cálidas y húmedas hasta que germinen. Los esquejes deben tomarse durante la temporada de crecimiento y dejarse secar durante varios días antes de plantarlos en una mezcla de tierra con buen drenaje.